# Antenna Fondation
Antenna Fondation est une fondation suisse, à but non lucratif et reconnue d'utilité publique fondée par Denis von der Weid,,,, en 1989 à Genève. Elle est engagée dans la recherche scientifique et la diffusion de solutions technologiques, médicales et économiques pour « répondre aux besoins essentiels des communautés les plus vulnérables ». 
En 2021, la Fondation Antenna a mené plus de 40 projets dans une vingtaine de pays. En collaboration avec un réseau international de scientifiques, Antenna entreprend et participe à des projets de recherche dans les domaines de la nutrition, l'eau potable, l'agroécologie, l'énergie solaire, la médecine des plantes et le microcrédit.

## Historique
Denis von der Weid a créé l’association Antenna International en 1984, un réseau d’avocats pour la défense des droits de l’homme. En 1989, l’organisation devient Antenna Technologies. Ses recherches scientifiques ont pour vocation d'apporter des solutions à l’extrême pauvreté,.

## Mission et organisation
Son but est de développer et de promouvoir la diffusion de technologies simples, peu coûteuses et durables adaptées aux besoins essentiels des pays en développement, dans le secteur de la santé publique. 
La fondation travaille en réseau avec des partenaires de plus de 20 pays. Elle intervient dans les secteurs de la nutrition, l'agriculture, l'eau  potable, l'énergie, la médecine et le microcrédit. 

## Projets réalisés

### Projet nutrition avec la spiruline (Antenna France)
La branche nutrition est prise en charge par une association loi 1901 française, Antenna France, entité indépendante membre du réseau de la fondation. Antenna France s'est spécialisée dans la culture et diffusion de spiruline pour combattre la malnutrition chronique, en Asie et en Afrique.
Depuis 2004, environ 300'000 cures de spiruline ont été distribuées auprès des femmes enceintes et enfants malnutris.
Antenna France agit selon un modèle d’entrepreneuriat social avec une double mission :
- Une mission sociale : lutte contre la malnutrition chronique des enfants et création d’emplois locaux.
- Une mission économique : en vendant le reste de la spiruline produite pour créer un modèle économiquement viable.

### Projet eau potable (technologie WATA)
La technologie WATA permet de produire localement de l’hypochlorite de sodium pour la désinfection et le traitement de l’eau. La technologie repose sur un processus simple d'électrolyse qui transforme une solution d'eau salée en hypochlorite de sodium. Un litre de solution d'hypochlorite de sodium produit localement est suffisant pour potabiliser 4 000 litres d'eau ou désinfecter les surfaces, les aliments et les centres de santé,.
En 2018, la fondation Antenna a lancé l'entreprise sociale WATALUX SA, afin d'accélérer la diffusion de sa technologie WATA. Le mandat de cette entreprise et de produire et commercialiser ces appareils pour augmenter le nombre de bénéficiaires. 

### Autres projets de la fondation
La fondation réalise des recherches, des tests et valide l’efficacité de plantes locales en comparaison à des médicaments de l'industrie pharmaceutique.
En matière de Microcrédit, Antenna TRUST soutient des femmes à faibles revenus et des micro-entrepreneurs à travers la micro-finance, la micro-assurance et la formation dans des villages en Inde.
La fondation a participé à la création du groupe suisse ELEPHANT VERT,, en 2012. Elle a pour but d’améliorer la productivité agricole durablement grâce à des micro-organismes, des biopesticides et biofertilisants.